# (Now and Then There's) A Fool Such as I
(Now and Then There's) A Fool Such as I (Lit. "Ahora y entonces hay un tonto como yo") a veces traducido simplemente como "Un tonto como yo" y otras "Cada tanto hay un tonto como yo", es una canción popular escrita por Bill Trader y publicado en 1952. Grabado como sencillo por Hank Snow  quien la interpretó en estilo de balada country, alcanzó el puesto # 4 en las listas de country de EE. UU. a principios de 1953. 
Desde la versión original de Snow, "Fool Such as I", como a veces se la conoce, ha sido grabada y lanzada como disco simple varias veces por artistas como Jo Stafford, Bob Dylan, Baillie & the Boys y Elvis Presley,  siendo esta última la versión más exitosa de todas. 
RCA editó la versión de Presley en 1958 como disco simple junto a I Need Your Love Tonight, convirtiéndose ambos temas en grandes éxitos ese mismo año en varias de las listas nacionales e internacionales, donde alcanzaron los primeros puestos en vatios países. El sencillo fue certificado por la RIAA como disco de oro en 1983 y como disco de platino en 1992. 

## Versión de Elvis Presley
Elvis Presley se encontraba realizando el servicio militar en Bad Nauheim, Alemania cuando la compañía RCA sacó a la venta dicho trabajo. Los días 10 y 11 de junio de 1958 durante un permiso en el ejército antes de que Elvis partiera hacia Alemania, Elvis registró en RCA cinco temas para que la compañía pudiera ir publicándolos durante su paréntesis profesional. Además de A fool such I, Elvis también grabó A Big Hunk O’Love, Ain’t That Loving You Baby, I Got Stung y I need your love tonight. 
El contrabajista Bill Black se había alejado del grupo de apoyo de Elvis, mientras que el guitarrista Scotty Moore tampoco participó de las grabaciones, aunque Moore seguiría a lo largo de la década de los 60s trabajando como músico en las grabaciones correspondientes a las bandas sonoras de las películas de Elvis, por lo cual las guitarras en esa oportunidad estuvieron a cargo de Hank Garland y Chet Atkins. A su vez Bob Moore se encargó del contrabajo reemplazando a Black, El cantante Ray Walker participó en esa sesión por primera vez como corista en The Jordanaires durante una grabación con Presley. 
A diferencia de la versión de Hank Snow que interpretó el tema en estilo county, Elvis optó por convertirlo al jazz. Con el tiempo, el tema A fool such I pasaría a ser una pieza de jazz estilo New Orleans. 
La canción de Elvis Presley se convertiría en un disco de platino. Lanzado inicialmente como cara B de "I Need Your Love Tonight", alcanzó el número uno en el UK Chart de Reino Unido como sencillo de la cara A. La grabación de Presley alcanzó el puesto " 2 en los Estados Unidos (estancada detrás de "Come Softly to Me" de los Fleetwood) Alcanzó el puesto # 16 en las listas de US Hot Rhythm & Blues Singles. Paralelamente el tema lograría alcanzar el puesto # 1 en charts de varios países como Canadá, Australia y Sudáfrica. Durante una reedición en 2005 la canción nuevamente logró los primeros puestos en tres charts. 
A fool such I obtuvo en 1959 una nominación a los premios Grammy como mejor canción del año. 
Además de editarse como cara A de un disco simple, la canción formó parte de diversos álbumes compilatorios, entre ellos 50,000,000 Elvis Fans Can't Be Wrong y Elvis Presley 50 Greatest Hits.

## Músicos de la sesión de grabación  de 1958
Elvis Presley voz
Hank Garland, guitarra
Chet Atkins, guitarra
Bob Moore, contrabajo
D. J. Fontana, batería
Buddy Harman, batería
Floyd Cramer, piano
The Jordanaires, coros 

## Charts
| Charts (1959)                  | Posición alcanzada |
| ------------------------------ | ------------------ |
| Australian Kent Singles Chart  | 1                  |
| Belgian Singles Chart          | 13                 |
| Canadian Singles Chart         | 1                  |
| Dutch Singles Chart            | 15                 |
| Norway VG-lista Singles Chart  | 5                  |
| South African Singles Chart    | 1                  |
| Swedish Singles Chart          | 17                 |
| UK Singles Chart               | 1                  |
| US Billboard Hot 100           | 2                  |
| US Cashbox Hot Country Singles | 6                  |
| US Cashbox Hot Singles         | 2                  |
| US Hot Rhythm & Blues Singles  | 16                 |
| Charts (2005)                  | Posición alcanzada |
| Scotland (OCC)                 | 1                  |
| UK Singles Chart               | 2                  |
| European Singles Chart         | 6                  |